# L'Éducation de Pan
L'Éducation de Pan  est une peinture mythologique de Luca Signorelli. Si la date de sa création est imprécise, elle est contemporaine de la découverte de l’Amérique par Christophe Colomb. L’œuvre fut commanditée par Laurent de Médicis. 

## L’œuvre
Dans la même finalité que furent réalisées les fresques de La chapelle des Mages par Benozzo Gozzoli, L’œuvre de Luca Signorelli, une peinture à tempera sur toile de 194 × 257 cm, a valeur éducative voire pédagogique. Elle est l’une des commandes les plus significatives de Laurent le Magnifique, et la principale commande adressée au peintre toscan Luca Signorelli. 

## Dansles ViesdeGiorgio Vasari
«  De Sienne, venu à Florence, pour voir ainsi les œuvres de ces maîtres, qui  vivaient alors comme ceux, nombreux, du passé, [Luca Signorelli] peint à Laurent de Médicis une toile avec quelques dieux nus qui lui furent fortement commandés. » 

## Le sujet mythologique
Comme le mentionne le titre donné à l’œuvre, la peinture se rapporte au dieu Pan : Pan est un dieu associé à la Musique. Il apparait à trois reprises dans les Métamorphoses d’Ovide :
- Dialogue d’Argus, le gardien aux cent yeux, avec Jupiter quand ce dernier tient à apprendre l’histoire de l’invention du syrinx[1].
- Récit du duel entre Pan et Phébus où interviennent le personnages de Midas et l’arbitre du duel Tmolus[2].
- Les origines de l’antre de Pan[3].

Chez Ovide, Pan est un dieu champêtre et rustique, joueur de flûte qui sera détrôné par Phébus (Apollon), dieu plus raffiné et joueur de cithare.
Dans l’œuvre de Signorelli, Le dieu Pan est entouré de deux figures humaines âgées, interprétées comme étant la personnification du Savoir venant à sa rencontre avec leurs besaces remplies des Connaissances. Mais cette interprétation n’explique pas pourquoi elles sont deux.
La scène est également vue comme celle de son triomphe ou de son Royaume, interprétation du  cercle d'intellectuels du néoplatonisme gravitant autour de Laurent de  Médicis, en dieu Pan, divinité cosmique de la Nature qui règle le cycle de la vie avec le pouvoir de la musique.
Les quatre états de l'âge de l'Homme et les trois états de l'âge de la femme sont représentés en relation avec le cycle des saisons invoqué par Pan (Nature, renouveau, cycle naissance/vie/mort).

## Histoire de la toile
Elle fut détruite en mai 1945, peu après la fin de la Seconde Guerre mondiale. Deux incendies ravagèrent le Flakbunker Friedrichshain, où étaient abritées notamment des milliers de peintures et sculptures du Kaiser Friederich Museum qui fut lui-même bombardé. 

De l’œuvre de Luca Signorelli, il ne reste qu'une photographie en noir et blanc et une autre colorisée de petit format ainsi qu’une copie de la peinture alors dans une collection particulière montpelliéraine au début du vingtième siècle.

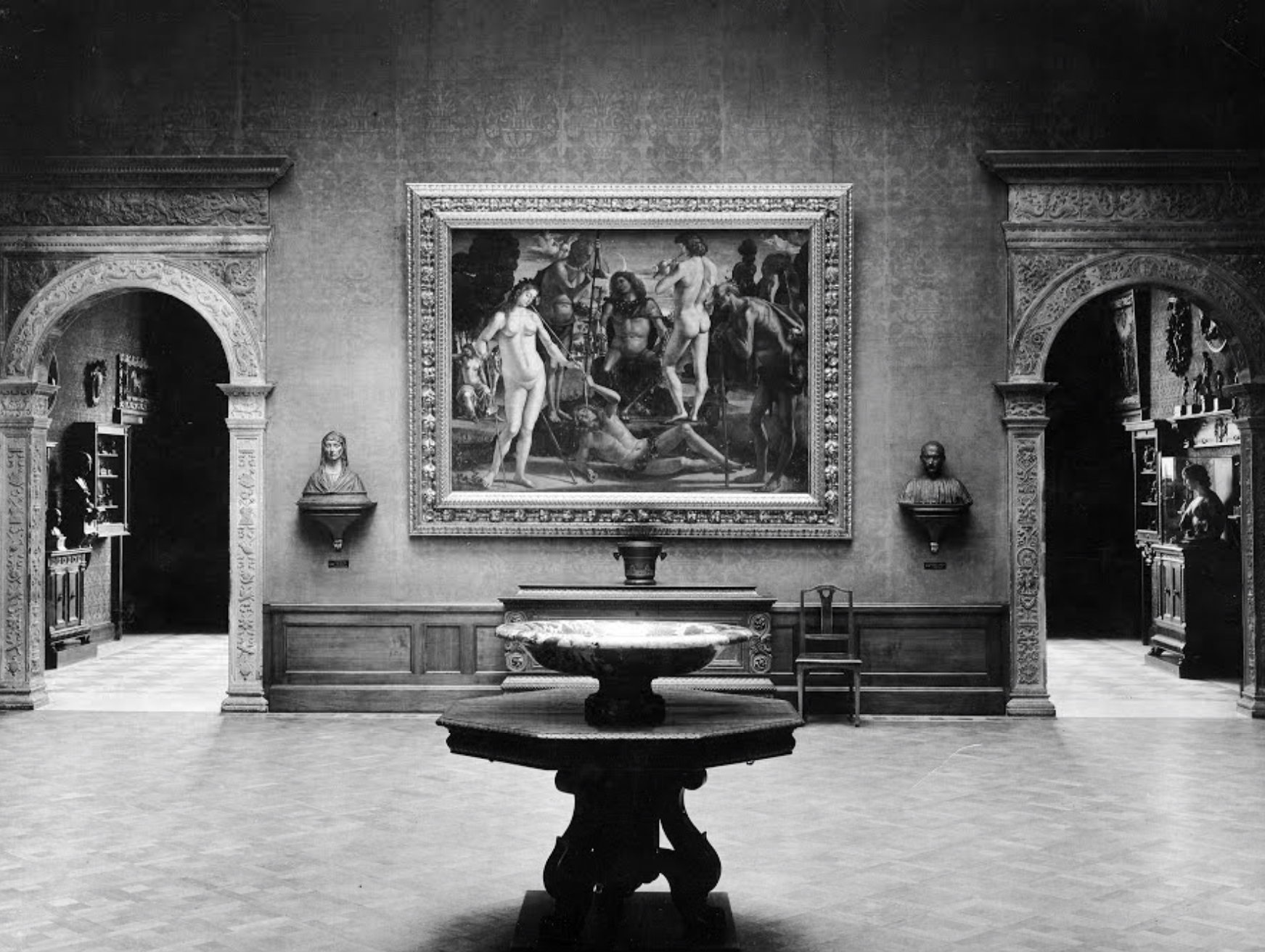
Le Kaiser Friedrich Museum photographié entre 1928 et 1933, avec l’éducation de Pan de Luca Signorelli
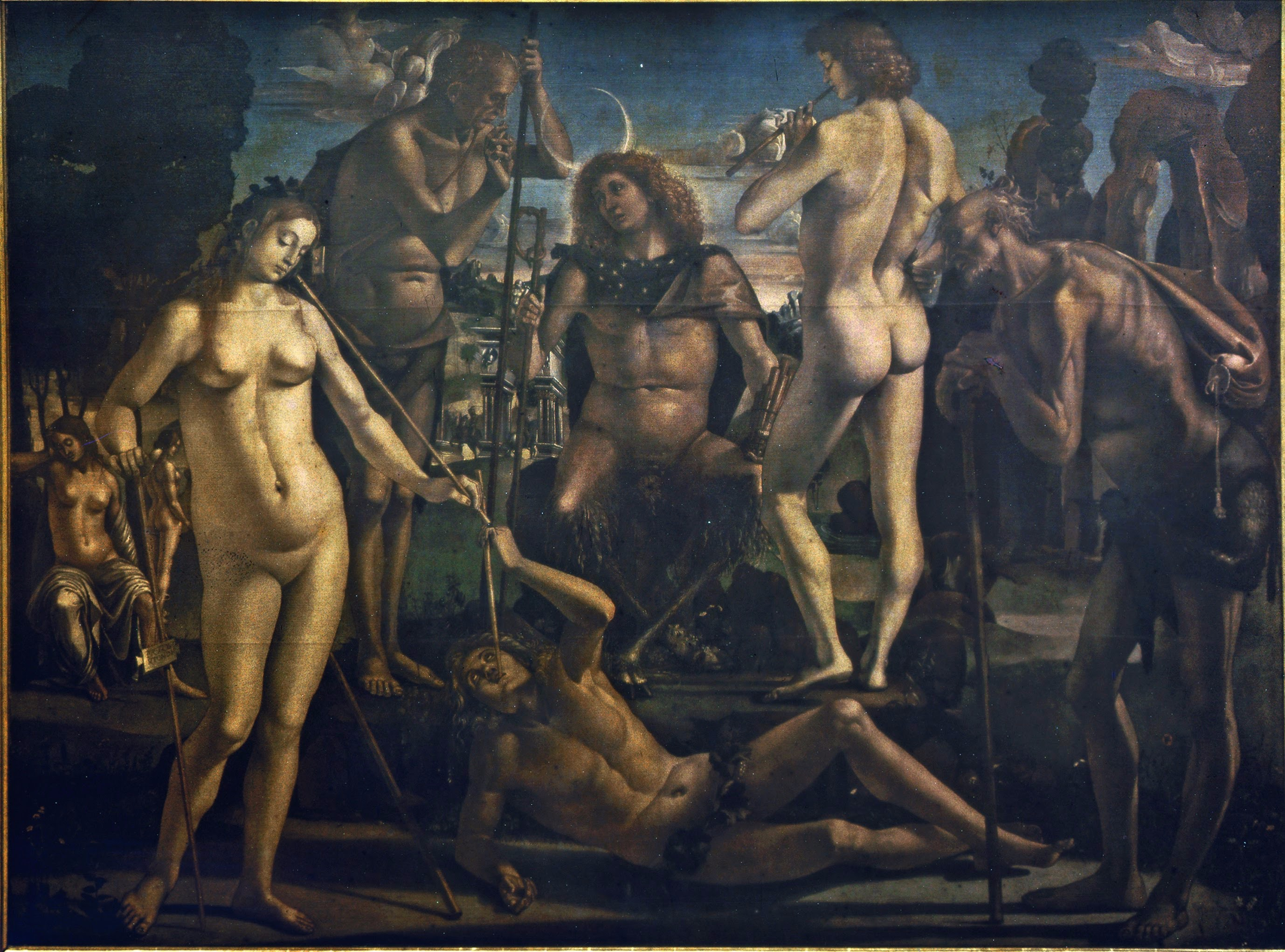
Copie de l’éducation de Pan, a priori plus sombre que l’ouvre originale mais donnant une idée des couleurs de la peinture de Signorelli

Depuis le  Palazzo Pitti, où la toile est présente en 1687, l'œuvre passe au Palazzo Corsi près de San Gaetano en 1865. 
Elle est vendue ensuite au marquis Della Stufa à Florence puis proposée à la National Gallery de Londres qui la refuse en raison de la nudité des dieux représentés. Elle sera acquise pour trois fois son prix par Wilhelm von Bode pour le Kaiser Friedrich Museum en 1873. 
Placée pendant la Seconde Guerre mondiale dans une tour de la Flakturm Friedrichshain, elle est détruite par un incendie en mai 1945, après la fin de la guerre. 

## Description de l’œuvre

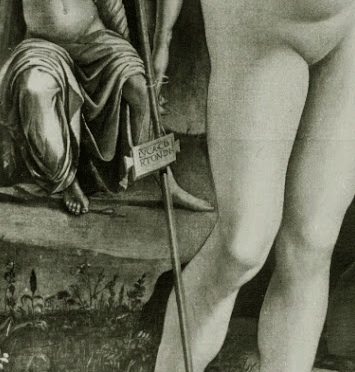
Cartellino avec la signature de Luca Signorelli.

Pan figure en position centrale assis sur un trône, les jambes de bouc entrecroisées, le bas du corps dévêtu, le haut portant cape étoilée, le bout du bras gauche caché par son syrinx mais c’est paradoxalement la femme de gauche (rappelant la nymphe Syrinx) qui est la plus exposée au regard du spectateur par la blancheur de son corps ; Pan est entouré de plusieurs personnages aux corps nus, certains équipés d'un roseau creusé ou d'un autre instrument de musique, d'âge et de sexe différents, adoptant des postures variées (contrapposto de la femme de gauche, courbée du vieillard chenu de droite portant besace à lacets, allongée et lascive pour l'homme du bas, équipé d'un pampre de vigne sur le bas du ventre cachant ses attributs sexuels, cambrée du joueur de flute - à droite de Pan, courbée en avant, portant besace, de l'homme d'âge mûr bedonnant à gauche de Pan) les uns, majoritaires, figurant au premier plan et aussi dans le lointain à gauche sous des arbres (deux femmes : une assise vue de face, l'autre (une jeune fille ?) debout et de profil aux trois-quarts de dos).
Le fond laisse largement apparaître un décor champêtre, sylvestre à gauche, rocheux à droite, avec un décor antique à colonnes au centre dans l'axe même du bâton courbé de Pan : on peut y distinguer un arc de triomphe traversé par des chevaliers.
Le ciel qu'on devine bleu dégradé montre des nuages aux formes anthropomorphes à droite comme à gauche ;  un  croissant de lune se profile au-dessus de la tête de Pan et, devant le coude du vieillard, s'affirme en cornes selon les principes de son iconographie.
Le bâton de la figure féminine de gauche porte, à mi-hauteur, un cartellino (petit carton) affichant un texte dans lequel on devine la signature du peintre : LUCA / CO / RTONEM.

## Analyse
Cette représentation du dieu Pan figurant en position centrale, sur un trône entouré de figures humaines aux profils différents, homme et femme, jeune et vieux, musiciens, nus ou partiellement vêtus, certains tournés vers le dieu en figure centrale, d'autres préoccupées par leurs pensées... n'est pas sans rappeler le principe de la Conversation sacrée et plusieurs des attributs habituellement de l'iconographie chrétienne s'imposent dans cette scène païenne (l'auréole, les figures célestes angéliques... et sûrement d'autres indistinctes dans cette reproduction noir et blanc, comme les couleurs aux symboliques précises).
L'oncle de Laurent de Médicis, Cosme, serait invoqué en « cosmos » en regard du sens du mot Pan signifiant « tout », en grec.
La musique invoquée (les roseaux flûtant, le syrinx) est là pour imposer à l'univers un principe d'harmonie, de paix et de civilisation.
L'œuvre fut jugée « anti-botticellienne » par la sévérité de son propos pictural. Le jeu des longues tiges de roseaux peuvent, en évoquant les batailles Ucelliennes, évoquer à leur tour, des joutes oratoires.
Zéphyr et Mercure sont probablement les figures nuageuses.